# Guillermo Coppola
Pour les articles homonymes, voir Coppola.
Guillermo Coppola, né à Buenos Aires en 1948, est un Argentin connu pour son activité d’homme d’affaires et plus particulièrement pour celle d’impresario de plusieurs célébrités du monde du football.

## Biographie
Guillermo Coppola a été l’agent de son compatriote, la star mondiale des terrains de football Diego Maradona.
Sa relation avec Maradona en a fait une des célébrités de la télévision dans son pays. Il a en particulier été l’animateur du show Yo, Guillermo sur Canal 5 Noticias. Cela lui a permis d’écrire un best seller, son autobiographie, Guillote, publiée par Planeta, dont les ventes ont décollé en seulement deux semaines.